# Un soir à la tour Eiffel
Un soir à la tour Eiffel est une émission de télévision française produite par Troisième Œil Productions et diffusée sur France 2.
Présentée par Alessandra Sublet, l'émission était tournée au premier étage de la tour Eiffel et diffusée tous les mercredis en seconde partie de soirée du 1er octobre 2014 au 10 juin 2015.

## Diffusion
L'émission est diffusée chaque mercredi à 22 h 40. Le rédacteur en chef de l'émission est Fabrice Pierrot. Il était rédacteur en chef de C à vous jusqu'en juin 2013 à l'époque où Alessandra Sublet présentait l'émission. Le producteur est aussi le même puisqu'il s'agit de Pierre-Antoine Capton. À partir de la cinquième émission, l'émission est diffusée en direct. Alessandra Sublet présentera le dernier numéro le mercredi 10 juin 2015.

## Principe
Alessandra Sublet reçoit un invité principal pour une longue interview. Elle reçoit aussi  des invités en lien avec l'invité principal. L'invité principal arrive en bateau par la Seine puis lorsqu'il monte l'ascenseur, Alessandra Sublet fait une interview vérité. Les questions sont types, comme « la dernière fois que l'invité est monté au septième ciel », « le plus gros vertige », etc. Puis l'invité arrive sur le plateau au premier étage de la tour Eiffel. À partir de la sixième émission, cette séquence arrivée disparaît.
Rapidement, le concept de l'émission évolue. Il reste bien un invité principal. Avec lui, Alessandra évoque son actualité, il y a un quiz à thème, et il y a son portrait. Le portrait a lui aussi évolué. D'abord, le portrait digital, il y a maintenant le dictionnaire de l'invité. Il s'agit des mots qui définissent l'invité. Il est réalisé par des proches de l'invité. 
De plus, chaque semaine, l'émission revient au cours de trois débats sur l'actualité, sur des sujets de sociétés. Souvent un de ces sujets est en lien avec la série proposée juste avant. Il y a plus d'experts et moins de vedettes. 
Alessandra Sublet propose aussi à ses invités de lire des « tweets bashing ». Il s'agit de lire les tweets les plus désagréables. Les invités racontent aussi des anecdotes.
Chaque semaine à partir de la 17e émission, Alex Vizorek propose la revue de presse.
Les téléspectateurs sont invités à réagir sur Twitter avec le hashtag #USTE.
À partir de la sixième émission, Alessandra accueille chaque semaine trois chroniqueurs d'un soir. À partir du mois de janvier, l'équipe de chroniqueurs est plus restreinte et tourne autour d'une équipe réduite.
Le 21 janvier 2015, à l'occasion du Festival international du film de comédie de l'Alpe d’Huez, l'émission est renommée Un soir à l’Alpe d’Huez et quitte pour un soir la tour Eiffel pour s'installer en bas des pistes de l'Alpe d'Huez.
Pour l'émission du 4 mars, c'est une spéciale femmes avec uniquement des femmes dans le public, en invitées et également en chroniqueuses.

## Critiques
L'émission reçoit plutôt de mauvaises critiques comme le journal Libération qui indique ne plus avoir envie de payer la redevance étant donné la qualité de l'émission, le niveau de langage de l'animatrice et ses rires. 
Dans la seconde émission, Nicolas Bedos, avec la complicité de la présentatrice, réalise un canular. Alessandra Sublet réalise une fausse interview au sujet d'un livre qui dévoilerait une relation entre Nicolas Bedos et Valérie Trierweiler. Le canular est révélé en fin d'émission, mais beaucoup de personnalités s'indignent et en appellent au CSA.
Patrick Timsit est invité dans l'émission et se plaint le lendemain dans C à vous face à Anne-Sophie Lapix que l'émission n'étant pas en direct ait été remontée et soit trop lisse. Il dit avoir eu le sentiment que ce n'était pas la même émission[réf. nécessaire].

## Anecdotes
Lors de la cinquième émission, Éric Cantona ne monte pas par l'ascenseur et Alessandra Sublet ne fait donc pas l'interview « Vertige ». Elle révèle par la suite qu'il est claustrophobe.

## Audiences
En moyenne, l'émission réunissait 923.000 téléspectateurs, soit 8.5 % du public.
| Émission No | Jour de diffusion         | Invité principal                              | Chroniqueur d'un soir                                           | Type de diffusion | Audience moyenne          | Audience moyenne | Références |
| Émission No | Jour de diffusion         | Invité principal                              | Chroniqueur d'un soir                                           | Type de diffusion | Nombre de téléspectateurs | PDM              | Références |
| ----------- | ------------------------- | --------------------------------------------- | --------------------------------------------------------------- | ----------------- | ------------------------- | ---------------- | ---------- |
| 1           | Mercredi 1er octobre 2014 | Kad Merad                                     | —                                                               | Enregistrée       | 805 000                   | 7,5 %            | [ 7 ]      |
| 2           | Mercredi 8 octobre 2014   | Nicolas Bedos                                 | —                                                               | Enregistrée       | 1 003 000                 | 9,1 %            | [ 8 ]      |
| 3           | Mercredi 15 octobre 2014  | Carla Bruni                                   | —                                                               | Enregistrée       | 941 000                   | 7,8 %            | [ 9 ]      |
| 4           | Mercredi 22 octobre 2014  | Yannick Noah                                  | —                                                               | Enregistrée       | 680 000                   | 6,8 %            | [ 10 ]     |
| 5           | Mercredi 29 octobre 2014  | Éric Cantona                                  | —                                                               | Direct            | 827 000                   | 7,5 %            | [ 11 ]     |
| 6           | Mercredi 5 novembre 2014  | Lorant Deutsch                                | Colombe Pringle, Caroline Vigneaux et Hapsatou Sy               | Enregistrée       | 733 000                   | 5,1 %            | [ 12 ]     |
| 7           | Mercredi 12 novembre 2014 | Audrey Pulvar                                 | Sony Chan, Philippe Vandel et Maya Lauqué                       | Direct            | 1 018 000                 | 8,3 %            | [ 13 ]     |
| 8           | Mercredi 19 novembre 2014 | Cyril Hanouna                                 | Diane Ducret, Benoit Chaigneau et Maxime Switek                 | Direct            | 925 000                   | 7,5 %            | [ 14 ]     |
| 9           | Mercredi 26 novembre 2014 | Arthur                                        | Walter, Sonia Mabrouk et Arnaud Tsamere                         | Enregistrée       | 626 000                   | 8,2 %            | [ 15 ]     |
| 10          | Mercredi 3 décembre 2014  | Spéciale Fais pas ci, fais pas ça             | Willy Rovelli, Alba Ventura et Stéphane Clerget, pedopsychiatre | Enregistrée       | 1 355 000                 | 11,9 %           | [ 16 ]     |
| 11          | Mercredi 10 décembre 2014 | Gérard Jugnot                                 | Aline Afanoukoé, Thomas Croisière et Pascale de La Tour du Pin  | Enregistrée       | 1 140 000                 | 9,6 %            | [ 17 ]     |
| 12          | Mercredi 17 décembre 2014 | Stéphane Guillon et Bruno Solo                | Florent Peyre, Caroline Diament et Céline Géraud                | Direct            | 1 080 000                 | 9,8 %            | [ 18 ]     |
| 13          | Mercredi 14 janvier 2015  | Sophie Davant                                 | Philippe Vandel, Alba Ventura et Yoann Chivard                  | Direct            | 1 214 000                 | 10,8 %           | [ 19 ]     |
| 14          | Mercredi 21 janvier 2015  | Gad Elmaleh                                   | Emmanuel Maubert, Willy Rovelli et Cled'12                      | Enregistrée       | 876 000                   | 7,3 %            | [ 20 ]     |
| 15          | Mercredi 28 janvier 2015  | Michèle Bernier                               | Alba Ventura, Philippe Vandel et Willy Rovelli                  | Direct            | 989 000                   | 8,8 %            | [ 21 ]     |
| 16          | Mercredi 4 février 2015   | Michel Cymes                                  | Alba Ventura, Philippe Vandel et Alex Vizorek                   | Direct            | 1 149 000                 | 9,1 %            | [ 22 ]     |
| 17          | Mercredi 11 février 2015  | Philippe Geluck                               | Anna Cabana, Philippe Vandel et Willy Rovelli                   | Direct            | 978 000                   | 9,7 %            |            |
| 18          | Mercredi 18 février 2015  | Amanda Lear                                   | Alba Ventura, Philippe Vandel et Florent Peyre                  | Direct            | 962 000                   | 9,1 %            |            |
| 19          | Mercredi 25 février 2015  | Marina Carrère d'Encausse et Aymeric Caron    | Clélie Mathias, Anne-Cécile Mailfert et Willy Rovelli           | Direct            | 1 019 000                 | 11,3 %           |            |
| 20          | Mercredi 4 mars 2015      | Chantal Ladesou                               | Rokhaya Diallo, Alba Ventura et Laury Thilleman                 | Direct            | 1 048 000                 | 9,7 %            |            |
| 21          | Mercredi 18 mars 2015     | Michel Boujenah et Frédéric Mitterrand        | Alba Ventura, Willy Rovelli et Philippe Vandel                  | Direct            | 900 000                   | 9,4 %            |            |
| 22          | Mercredi 25 mars 2015     | Josiane Balasko                               | Anna Cabana, Willy Rovelli et Philippe Vandel                   | Direct            | 752 000                   | 8,1 %            |            |
| 23          | Mercredi 1er avril 2015   | Marc-Olivier Fogiel                           | Alba Ventura et Philippe Vandel                                 | Direct            | 674 000                   | 6,2 %            |            |
| 24          | Mercredi 8 avril 2015     | Marianne James                                | Alba Ventura et Philippe Vandel                                 | Enregistrée       | 473 000                   | 5,9 %            |            |
| 25          | Mercredi 15 avril 2015    | François Berléand                             | Alba Ventura et Philippe Vandel                                 | Direct            | 730 000                   | 5,9 %            |            |
| 26          | Mercredi 22 avril 2015    | Éric Naulleau et Pierre-François Martin-Laval | Valérie Brochard et Philippe Vandel                             | Direct            | 969 000                   | 9,2 %            |            |
| 27          | Mercredi 29 avril 2015    | Anne Roumanoff                                | Alba Ventura et Philippe Vandel                                 | Enregistrée       | 977 000                   | 9,5 %            |            |
| 28          | Mercredi 6 mai 2015       | Roselyne Bachelot                             | Alba Ventura et Philippe Vandel                                 | Direct            | 974 000                   | 9,6 %            |            |
| 29          | Mercredi 13 mai 2015      | Spéciale Disparue                             | Alba Ventura et Philippe Vandel                                 | Direct            | 1 200 000                 | 10.6 %           |            |
| 30          | Mercredi 20 mai 2015      | Estelle Lefébure et Jean-Paul Gaultier        | Alba Ventura et Philippe Vandel                                 | Direct            | 751 000                   | 7.6 %            |            |
| 31          | Mercredi 27 mai 2015      | Audrey Lamy et Bruno Solo                     | Alba Ventura et Philippe Vandel                                 | Direct            | 834 000                   | 8.2 %            |            |
| 32          | Mercredi 3 juin 2015      | Michèle Laroque et Isabelle Nanty             | Alba Ventura et Philippe Vandel                                 | Direct            | 787 000                   | 7.7 %            |            |
| 33          | Mercredi 10 juin 2015     | Mathilde Seigner                              | Alba Ventura et Philippe Vandel                                 | Direct            | 1 071 000                 | 9.3 %            |            |

Légende :
- Les plus hauts chiffres d'audience
- Les plus bas chiffres d'audience